# 李文雄 (銀行家)
李文雄（1933年—），生於日治台灣台北州台北市，銀行家，曾任合作金庫總經理與董事長、台灣銀行總經理。

## 生平
畢業於國立中興大學法商學院財稅學系（今國立臺北大學）。1954年，通過特種考試甲科財務行政考試，進入台灣省合作金庫任職，由基層做起，逐步晉升。
1985年，十信案爆發，中華民國財政部指派合作金庫進駐接管台北十信，當時擔任經理職位的李文雄被派任為十信總經理。因整頓十信的成績，後升任合作金庫總經理。
1994年至1995年間，擔任台灣土地銀行總經理。
1995年，短暫代理台灣銀行總經理，後出任合作金庫董事長。
2001年，屆齡退休，卸任合作金庫董事長，由梁成金接任。退休後，任華泰銀行顧問。

## 家庭
生有三子，李世光、李世仁、李世元。